# Улица Прушу (Рига)
Улица Пру́шу (латыш. Prūšu iela — в переводе Прусская) — улица в Латгальском предместье города Риги, в историческом районе Кенгарагс. Пролегает в восточном и юго-восточном направлении от перекрёстка улиц Маскавас и Каниера до улицы Икшкилес.

## История
Улица была проложена в 1932 году. Она начиналась от корчмы «Prūšu krogs» (построенной, согласно преданию, ещё по проекту Кристофа Хаберланда) на ул. Маскавас, которая и дала название новой улице. В 1950 году переименована в улицу Эдуарда Смилтенса — в честь деятеля коммунистической партии в межвоенной Латвии. В 1991 году было восстановлено первоначальное название улицы.

## Транспорт

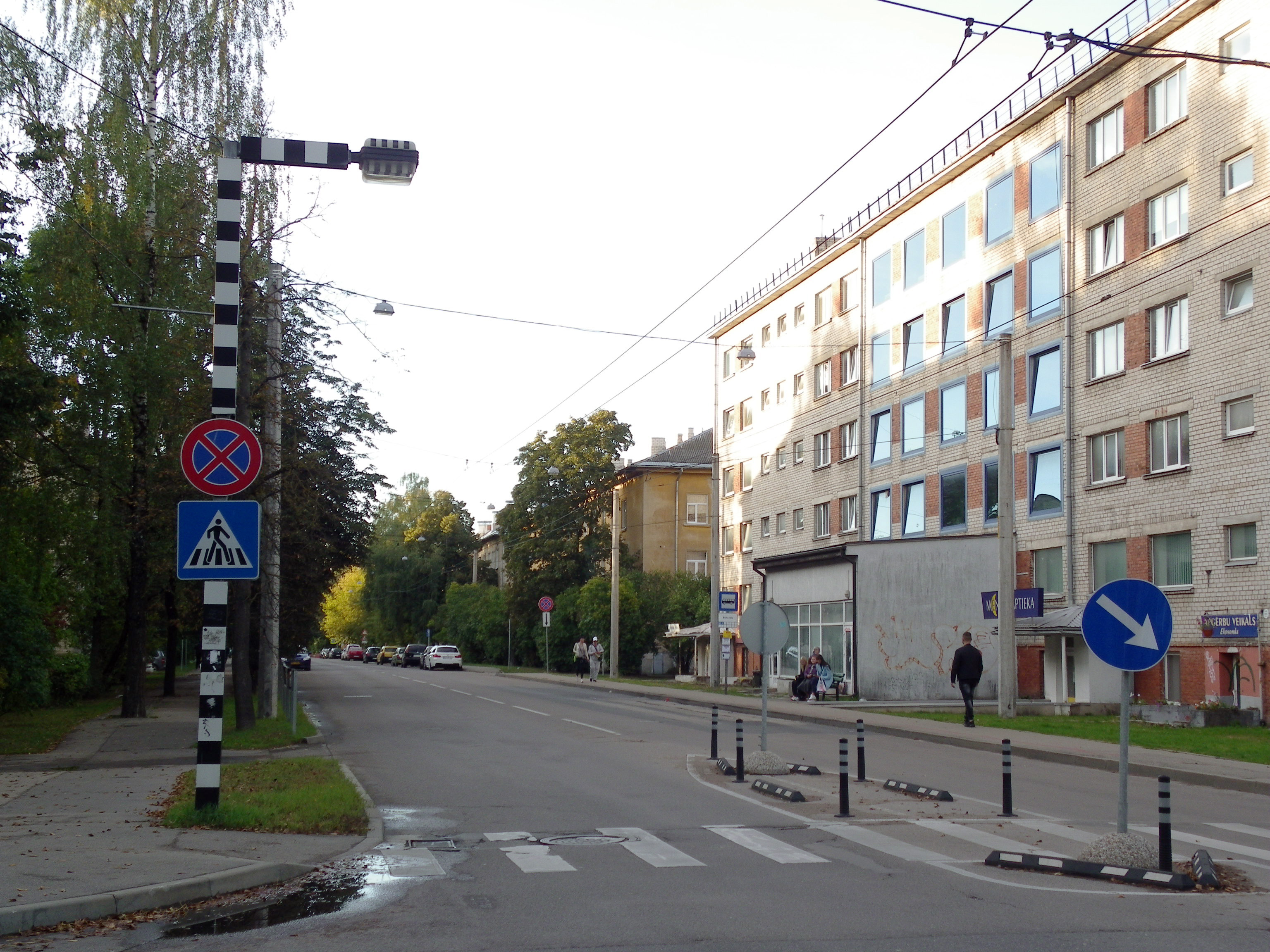
Вид от перекрёстка с ул. Булту

Общая длина улицы Прушу составляет 2534 метра. Улица на всём протяжении асфальтирована, разрешено движение в обоих направлениях. На отрезке от перекрёстка с ул. Рушону до конца улицы проходит маршрут троллейбуса № 15, имеется остановка «Prūšu iela». Одноимённая остановка трамвая и автобуса есть также на улице Маскавас.

## Застройка
Первоначальная застройка улицы имела вид отдельных хуторов. Ныне существующая застройка сформировалась в третьей четверти XX века, отдельные объекты продолжают возводиться и в настоящее время. Улица проходит по микрорайонам Кенгарагса 2А, 3А и 3Б.
- Дом № 1 — до 2022 года здесь располагался мебельный салон «Гауя» (1980-1984, архитектор С. Любович, в 1984 удостоен премии Совета министров Латвийской ССР). В 2022 году здание снесено, на его месте построен крупнейший в Латвии[6] супермаркет сети «Lidl»[7].
- Дом № 2 — бывший широкоформатный кинотеатр «Маскава» (1970, типовой проект, 626 мест)[8], ныне магазин «Mego».
- Дома № 24 k-1 ... k-8 — жилой посёлок из восьми 6-квартирных домов для рабочих станции Шкиротава (1957-1958).
- Дом № 32 — средняя школа № 65 (1971), первая в Риге каркасно-панельная школа.

## Прилегающие улицы
Улица Прушу пересекается со следующими улицами:
- улица Маскавас
- улица Аглонас
- улица Рушону
- улица Малнавас
- улица Булту
- улица Эглайнес
- улица Пелну
- улица Плосту
- улица Визлас
- улица Расас
- улица Икшкилес